# John Barneby (1621-1701)
Pour les articles homonymes, voir Barneby et John Barneby.
John Barneby, né en 1621 et mort en 1701, est un homme politique britannique, député du parlement d'Angleterre.